# Николајевски национални аграрни универзитет
Николајевски национални аграрни универзитет је високообразовна установа која посједује пети ниво акредитације  у граду Николајеву . Данас је Николајевски национални аграрни универзитет водећа образовна и научна институција високог образовања на југу Украјине.

## Факултети / Катедре
Формирање универзитета почело је 1984. године, када је у Николајеву организована филијала Одеског пољопривредног института, због велике потребе за висококвалификованим пољопривредним стручњацима: агрономима, зооинжењерима, инжењерима и економистима. 1991. године број студената је био 2232 лица, а образовни процес је пружало 126 наставника (данас више од 8000 студената и 427 наставника). Стога се поставило питање трансформације огранка института у самосталну високошколску установу и добијен је статус института. 1997. године, одлуком Државне комисије за акредитацију Украјине, институт је добио највиши пети ниво акредитације, а 1999. године - статус академије.
Указом Кабинета министара Украјине од 19. августа 2002. године број 1208 основан је Николајевски државни аграрни универзитет на бази Академије.
Указом предсејдника Украјине од 21. септембра 2012. године број 555/2012 Николајевски државни аграрни универзитет је добио статус националног.

## Оцјене
Агенција „ Екперт РА “ је 2014. године уврстила универзитет на листу најбољих високошколских установа Заједнице Независних Држава, гдје му је додијељена оцјена класе „Д“  .

## Институти
- Институт за постдипломско образовање
- Образовно-научни институт за економију и менаџмент
- Научни институт за иновативне технологије
- Истраживачки институт нових агроиндустријских објеката и образовно-информационих технологија
- Истраживачки институт савремених технологија у агроиндустријском комплексу

## Факултети
Рачуноводствено-финансијски факултет
- Катедра за рачуноводство и порезе
- Катедра за финансије, банкарство и осигурање
- Катедра за економску теорију и друштвене науке
- Катедра за украјинистику
- Катедра за информационе системе и технологије

Факултет за менаџмент
- Катедра за државну управу и администрацију међународне економије
- Катедра за економију предузећа
- Катедра за менаџмент и маркетинг
- Катедра за управљање производњом и иновационе дјелатности предузећа
- Катедра за економску кибернетику и математичко моделирање

Инжењерско-енергетски факултет
- Катедра за тракторе и пољопривредне машине, оперативно-техничку службу
- Катедра за пољопривредну технику
- Катедра оперативно-техничке службе машинско-тракторског парка
- Катедра за вишу и примијењену математику
- Катедра за опште техничке дисциплине
- Катедра за методику стручног оспособљавања
- Катедра за електротехнику, електротехнику и електромеханичку

Пољопривредно-технолошки факултет
- Катедра за биљно и пејзажно баштованство
- Катедра за пољопривреду, геодезију и управљање земљиштем
- Катедра за виноградарство и хортикултуру
- Катедра за земљиште и агрохемију

Факултет технологије производње и прераде сточарских производа, стандардизације и биотехнологије
- Катедра за технологију сточарске производње
- катедра за живинарство, квалитет и безбједност производа
- Катедра за генетику, исхрану животиња и биотехнологију
- Катедра за хигијену животиња и ветерину
- Катедра за технологију прераде, стандардизацију и сертификацију сточарских производа

Факултет за културу и образовање
- Катедра за стране језике
- Катедра за физичко васпитање

Факултет за усавршавање
Факултет за предуниверзитетску обуку
Факултети и катедре ННАУ
- Вознесенски факултет Николајевског националног аграрног универзитета Архивирано на веб-сајту  (12. фебруар 2018)
- Мигијски факултет Николајевског националног аграрног универзитета Архивирано на веб-сајту  (11. фебруар 2018)
- Новобушки факултет Николајевског националног аграрног универзитета
- Технолошки и економски факултет Николајевског националног аграрног универзитета Архивирано на веб-сајту  (7. октобар 2017)

## Администрација
- Шебанин Вјачеслав Сергејевић - ректор
- Бабенко Дмитриј Владимировић - први проректор
- Новиков Александар Јевгенијевић - проректор за истраживање
- Шарата Наталија Григорјевна - проректор за научни, педагошки и образовни рад и усавршавање
- Побережец Људмила Григоријевна - вршилац дужности проректора за административне и економске послове

## Линкови
- Званична веб локација ННАУ Архивирано на веб-сајту  (16. фебруар 2018)
- Вести ННАУ Архивирано на веб-сајту  (12. фебруар 2018)
- ЛМС Моодле ННАУ Архивирано на веб-сајту  (12. фебруар 2018)
- Библиотека ННАУ Архивирано на веб-сајту  (12. фебруар 2018)
- ННАУ - ТВ
- Научна специјализована публикација „Билтен аграрних наука Црноморског региона“ Архивирано на веб-сајту  (17. октобар 2017)
- Научна електронска специјализована публикација „Модерна економија“ Архивирано на веб-сајту  (24. септембар 2017)